# Kvemo Kartli
Kvemo Kartli georgià: ქვემო ქართლი) és una regió de Geòrgia i una de les parts en què tradicionalment es divideix el Kartli: el Baix Kartli o Kartli Inferior, que en georgià es diu Kvemo Kartli. Està situat al sud del riu Mtkvari i fins a les planes de Loré. A l'est té també el Mtkvari i a l'oest la Djavakètia.
Actualment és una de les regions administratives (mkhare) en què es divideix Geòrgia. Limita al nord amb la regió-capital de Tbilisi, i amb les regions de Mtskheta-Mtianeti i Xida Kartli; a l'oest amb Samtskhé–Djavakhètia i a l'est amb Kakhètia. Al sud limita amb la República d'Armènia i al sud-est amb la de l'Azerbaidjan.
Per un curt període el regne de Kartli va ser reduït a aquesta regió i el xa de Pèrsia en va fer rei a David XI però va ser deposat el 1578 i va morir el 1579